# Egejski neboder
Egejski neboder (fr. Tour Égée), neboder je u glavnom gradu Francuske Parizu. Smješten je u gradskoj poslovnoj 
četvrti La Défense.
U kuli se nalazi Eliorovo sjedište, kao i neke njegove podružnice. Tvrtka Egencia, podružnica Expedija, također zauzima nekoliko katova. Izgrađen 1999. godine, visok je 155 m. Gotovo je identičan Jadranskom neboderu (Tour Adria).